# Jack Lawrence (basist)
Jack Lawrence är en amerikansk musiker, huvudsakligen basist.
Lawrence var 1996 med och bildade garagerockgruppen The Greenhornes, med vilka han har släppt fyra album. Han ersatte 2004 Patch Boyle i alt-countrygruppen Blanche, där han spelar banjo, autoharp och mandolin. Tillsammans med Patrick Keeler, bandkamrat från The Greenhornes, samt Jack White och Brendan Benson bildade Lawrence 2005 rockgruppen The Raconteurs, som albumdebuterade året därpå med Broken Boy Soldiers. Tillsammans med White bildade han 2009 även The Dead Weather, även innehållande Dean Fertita och Alison Mosshart.
Bland Lawrences olika sidoprojekt kan nämnas att han spelade bas på countrysångerskan Loretta Lynns Grammybelönade album Van Lear Rose, producerat av Jack White, från 2004. Med Karen O and the Kids medverkade han 2009 på soundtracket till Spike Jonzes filmatisering av Where the Wild Things Are.

## Diskografi
- 1999 – Gun for You (The Greenhornes)
- 2001 – The Greenhornes (The Greenhornes)
- 2002 – Dual Mono (The Greenhornes)
- 2004 – Van Lear Rose (Loretta Lynn)
- 2004 – Down Gina's at 3 (Holly Golightly)
- 2005 – East Grand Blues EP (The Greenhornes)
- 2005 – Sewed Soles (The Greenhornes)
- 2006 – Broken Boy Soldiers (The Raconteurs)
- 2006 – What This Town Needs EP (Blanche)
- 2007 – Little Amber Bottles (Blanche)
- 2008 – Consolers of the Lonely (The Raconteurs)
- 2009 – Horehound (The Dead Weather)
- 2009 – Where the Wild Things Are (Karen O and the Kids)